# Lu Bin (natation)
Pour les articles homonymes, voir Lu Bin.
Dans ce nom chinois, le nom de famille, Lu, précède le nom personnel.
Lu Bin, née le 7 janvier 1977, est une nageuse chinoise.

## Palmarès
- Jeux olympiques
  - Barcelone 1992
    -  Médaille d'argent sur 4 × 100 mètres nage libre

- Championnats du monde
  - Rome 1994
    -  Médaille d'or sur 200 mètres quatre nages
    -  Médaille d'or sur 4 × 100 mètres nage libre
    -  Médaille d'or sur 4 × 200 mètres nage libre
    -  Médaille d'argent sur 100 mètres nage libre
    -  Médaille d'argent sur 200 mètres nage libre

- Championnats du monde en petit bassin
  - Palma de Majorque 1993
    -  Médaille d'or sur 4 × 100 mètres nage libre
    -  Médaille d'or sur 4 × 200 mètres nage libre
    -  Médaille de bronze sur 200 mètres nage libre